# Scorpaenodes elongatus
Scorpaenodes elongatus là một loài cá biển thuộc chi Scorpaenodes trong họ Cá mù làn. Loài này được mô tả lần đầu tiên vào năm 1950.

## Từ nguyên
Tính từ định danh elongatus trong tiếng Latinh có nghĩa là “thuôn dài”, hàm ý đề cập đến thân loài cá này thuôn dài hơn so với Scorpaenodes africanus, một loài cũng được tìm thấy ở bờ biển Tây Phi.

## Phân bố và môi trường sống
S. elongatus hiện chỉ được biết đến ở ngoài khơi Sénégal.

## Mô tả
Chiều dài cơ thể lớn nhất được ghi nhận ở S. elongatus là 15 cm.
Số gai vây lưng: 13–14; Số tia vây lưng: 9–10; Số gai vây hậu môn: 3; Số tia vây hậu môn: 5; Số gai vây bụng: 1; Số tia vây bụng: 5; Số tia vây ngực: 18–19.